# 中国人民解放军战略支援部队兴城疗养院
中国人民解放军战略支援部队兴城特勤疗养中心，位于辽宁省兴城市，隶属中国人民解放军战略支援部队参谋部。

## 简介
2004年12月，由原“中国人民解放军总装备部兴城疗养院”、原“中国人民解放军空军兴城疗养院”合并组建“中国人民解放军沈阳军区兴城疗养院”，隶属中国人民解放军沈阳军区，下辖原“中国人民解放军海军第三一三医院”。沈阳军区兴城疗养院位于辽宁省兴城市海滨风景区东南角，兴海南街191号。主要承担军队人员疗养任务以及军队正骨按摩专业骨干培训任务。沈阳军区兴城疗养院是“全军颈腰痛康复中心”。并且是全军特色疗法“师带徒”单位、中国软组织疼痛研究会第五临床诊疗中心、沈阳军区理疗医学专科中心及正骨按摩中心；黑龙江中医药大学及沈阳医学院临床实习基地；长春中医药大学研究生培养基地及针灸推拿学院临床教学基地。
2016年，在深化国防和军队改革中，沈阳军区兴城疗养院的上级单位沈阳军区撤销，沈阳军区兴城疗养院转隶新成立的中国人民解放军战略支援部队参谋部，更名为中国人民解放军战略支援部队兴城特勤疗养中心。